# 内藤政尭
内藤 政尭（ないとう まさたか）は、江戸時代中期の日向国延岡藩の世嗣。官位は従五位下・左京亮。

## 略歴
元文元年（1736年）、内藤政樹（当時は陸奥国磐城平藩主）の嫡男として誕生。父より後継者に指名されていたが、宝暦4年（1754年）2月16日に早世した。享年19。
このため、支藩の上野国安中藩から内藤政陽が政樹の養子として迎えられ、家督を継ぐこととなる。